# Chhataul
Chhataul (en népalais : छतौल) est un comité de développement villageois du Népal situé dans le district de Sarlahi. Au recensement de 2011, il comptait 6 458 habitants.